# Olympische Sommerspiele 1988/Leichtathletik – 400 m (Frauen)

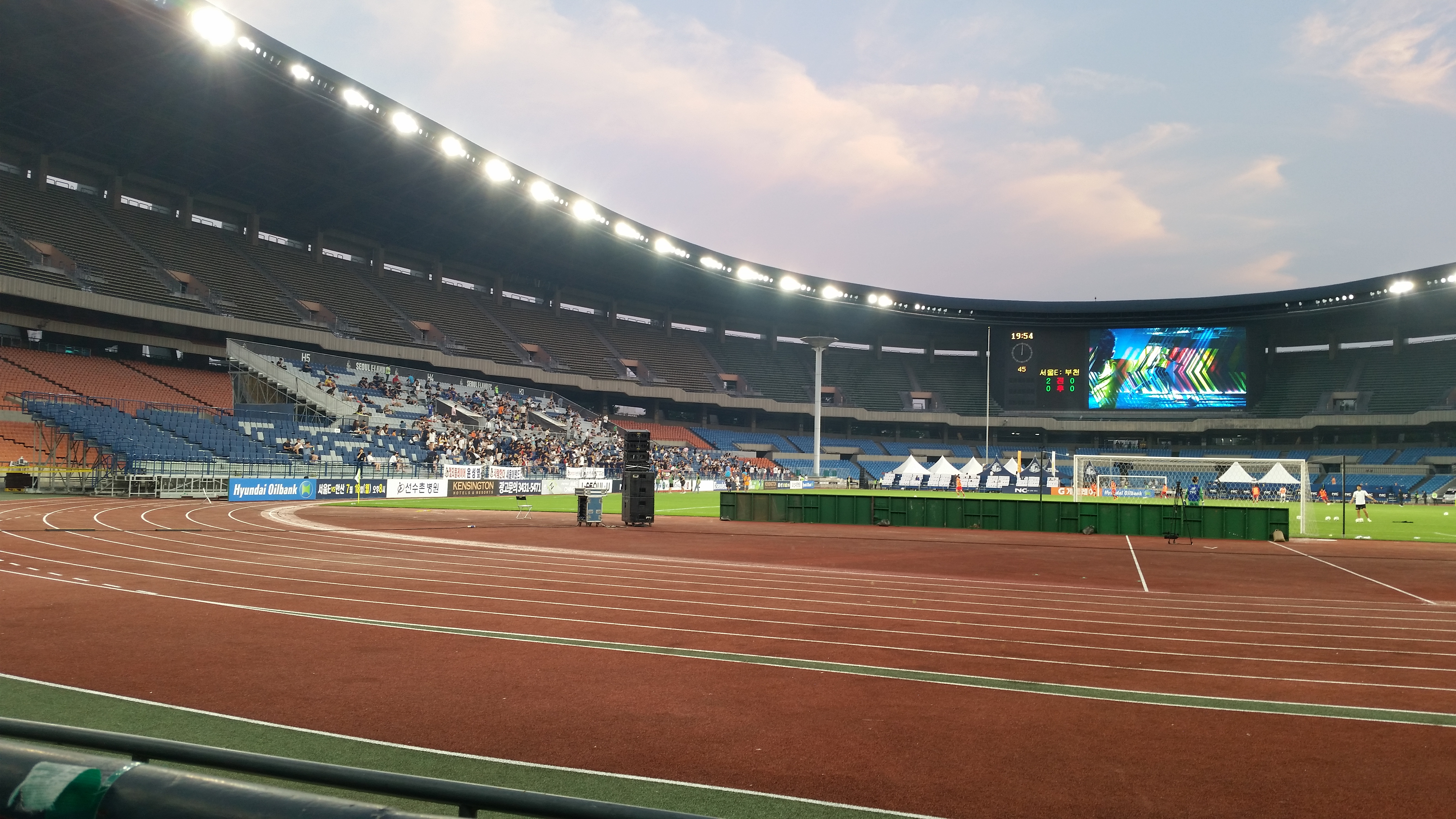
Innenraum des Olympiastadions im Jahr 2016

Der 400-Meter-Lauf der Frauen bei den Olympischen Spielen 1988 in Seoul wurde am 23., 24., 25. und 26. September 1988 im Olympiastadion Seoul ausgetragen. 46 Athletinnen nahmen teil.
Olympiasiegerin wurde Olha Bryshina aus der Sowjetunion. Sie gewann vor Petra Müller, spätere Petra Schersing, aus der DDR und Olga Nasarowa aus der Sowjetunion.
Neben der Medaillengewinnerin gingen Kirsten Emmelmann, frühere Kirsten Siemon, und Dagmar Neubauer, frühere Dagmar Rübsam, für die DDR an den Start. Beide schieden im Halbfinale aus.

Für die Bundesrepublik Deutschland waren Helga Arendt und Ute Thimm, frühere Ute Finger, dabei. Thimm kam bis ins Halbfinale und scheiterte dort. Arendt erreichte das Finale und wurde Siebte.

Läuferinnen aus der Schweiz, Österreich und Liechtenstein nahmen nicht teil.

## Aktuelle Titelträgerinnen
| Olympiasiegerin 1984                      | Valerie Brisco-Hooks ( USA)    | 48,83 s | Los Angeles 1984  |
| Weltmeisterin 1987                        | Olha Bryshina ( Sowjetunion)   | 49,38 s | Rom 1987          |
| Europameisterin 1986                      | Marita Koch ( DDR)             | 48,22 s | Stuttgart 1986    |
| Panamerikanische Meisterin 1987           | Ana Fidelia Quirot ( Kuba)     | 50,27 s | Indianapolis 1987 |
| Zentralamerika und Karibik-Meisterin 1987 | Norfalia Carabalí ( Kolumbien) | 51,70 s | Caracas 1987      |
| Südamerika-Meisterin 1987                 | Liliana Chalá ( Ecuador)       | 52,9 s  | São Paulo 1987    |
| Asienmeisterin 1987                       | Pillavulakandi Usha ( Indien)  | 52,31 s | Singapur 1987     |
| Afrikameisterin 1988                      | Airat Bakare ( Nigeria)        | 52,15 s | Annaba 1988       |

## Rekorde

### Bestehende Rekorde
| Weltrekord         | 47,80 s | Marita Koch ( DDR)          | Canberra, Australien       | 6. Oktober 1985 |
| Olympischer Rekord | 48,83 s | Valerie Brisco-Hooks ( USA) | Finale OS Los Angeles, USA | 6. August 1984  |

### Rekordverbesserung
Die Olympiasiegerin Olha Bryshina aus der Sowjetunion verbesserte den bestehenden olympischen Rekord im Finale am 26. September um 22 Hundertstelsekunden auf 48,65 s. Den Weltrekord verfehlte sie damit um 85 Hundertstelsekunden.

## Vorrunde
Datum: 23. September 1988
Die Läuferinnen traten zu sieben Vorläufen an. Für das Viertelfinale qualifizierten sich pro Lauf die ersten vier Athletinnen. Darüber hinaus kamen die vier Zeitschnellsten, die sogenannten Lucky Loser, weiter. Die direkt qualifizierten Athletinnen sind hellblau, die Lucky Loser hellgrün unterlegt.

### Vorlauf 1
12:30 Uhr
| Platz | Name                 | Nation           | Zeit        |
| ----- | -------------------- | ---------------- | ----------- |
| 1     | Olga Nasarowa        | Sowjetunion      | 52,18 s     |
| 2     | Blanca Lacambra      | Spanien          | 53,04 s     |
| 3     | Charmaine Crooks     | Kanada           | 53,58 s     |
| 4     | Liliana Chalá        | Ecuador          | 53,74 s     |
| 5     | Pat Beckford         | Großbritannien   | 54,39 s     |
| 6     | Yang Gyeong-hui      | Südkorea         | 58,18 s     |
| 7     | Juliana Obiong Nzang | Äquatorialguinea | 1:07,58 min |

### Vorlauf 2
12:35 Uhr
| Platz | Name                 | Nation     | Zeit    |
| ----- | -------------------- | ---------- | ------- |
| 1     | Dagmar Neubauer      | DDR        | 52,51 s |
| 2     | Marita Payne-Wiggins | Kanada     | 52,70 s |
| 3     | Airat Bakare         | Nigeria    | 52,83 s |
| 4     | Fabienne Ficher      | Frankreich | 53,42 s |
| 5     | Farida Kyakutema     | Uganda     | 56,00 s |
| 6     | Kungu Bakombo        | Zaire      | 57,85 s |

### Vorlauf 3
12:40 Uhr
| Platz | Name                      | Nation              | Zeit    |
| ----- | ------------------------- | ------------------- | ------- |
| 1     | Maria Magnólia Figueiredo | Brasilien           | 51,74 s |
| 2     | Petra Müller              | DDR                 | 51,93 s |
| 3     | Sandie Richards           | Jamaika             | 52,19 s |
| 4     | Loreen Hall               | Großbritannien      | 53,13 s |
| 5     | Sun Sumei                 | Volksrepublik China | 53,46 s |
| 6     | Yolande Straughn          | Barbados            | 53,62 s |
| DNS   | Gerda Haas                | Österreich          |         |

### Vorlauf 4
12:45 Uhr
| Platz | Name             | Nation         | Zeit        |
| ----- | ---------------- | -------------- | ----------- |
| 1     | Diane Dixon      | USA            | 52,45 s     |
| 2     | Ute Thimm        | BR Deutschland | 52,79 s     |
| 3     | Yvonne van Dorp  | Niederlande    | 52,84 s     |
| 4     | Évelyne Élien    | Frankreich     | 52,90 s     |
| 5     | Marilyn Dewarder | Guyana         | 54,76 s     |
| 6     | May Sardouk      | Libanon        | 1:00,01 min |
| DNS   | Sheila Seebaluck | Mauritius      |             |

### Vorlauf 5
12:50 Uhr
| Platz | Name                 | Nation              | Zeit    |
| ----- | -------------------- | ------------------- | ------- |
| 1     | Valerie Brisco       | USA                 | 51,96 s |
| 2     | Maree Holland        | Australien          | 52,29 s |
| 3     | Norfalia Carabalí    | Kolumbien           | 53,27 s |
| 4     | Kirsten Emmelmann    | DDR                 | 54,02 s |
| 5     | Assumpta Achuo-Bei   | Kamerun             | 55,22 s |
| 6     | Josephine Singarayar | Malaysia            | 56,06 s |
| 7     | Lasnet Nkouka        | Volksrepublik Kongo | 57,19 s |

### Vorlauf 6
12:55 Uhr
| Platz | Name                       | Nation                       | Zeit    |
| ----- | -------------------------- | ---------------------------- | ------- |
| 1     | Olha Bryshina              | Sowjetunion                  | 51,94 s |
| 2     | Linda Keough               | Großbritannien               | 52,26 s |
| 3     | Cathy Rattray-Williams     | Jamaika                      | 52,39 s |
| 4     | Célestine N’Drin           | Elfenbeinküste               | 52,48 s |
| 5     | Alapurackal Kuttan-Mathews | Indien                       | 53,41 s |
| 6     | Ruth Morris                | Amerikanische Jungferninseln | 55,60 s |
| 7     | Barbara Selkridge          | Antigua und Barbuda          | 55,96 s |

### Vorlauf 7
13:00 Uhr
| Platz | Name               | Nation            | Zeit    |
| ----- | ------------------ | ----------------- | ------- |
| 1     | Denean Howard      | USA               | 52,26 s |
| 2     | Helga Arendt       | BR Deutschland    | 52,69 s |
| 3     | Aïssatou Tandian   | Senegal           | 52,95 s |
| 4     | Jillian Richardson | Kanada            | 53,06 s |
| 5     | Nathalie Simon     | Frankreich        | 53,30 s |
| 6     | Feng-Hua Chang     | Chinesisch Taipeh | 56,10 s |
| 7     | Agnes Griffith     | Grenada           | 57,09 s |

## Viertelfinale
Datum: 24. September 1988
Für das Halbfinale qualifizierten sich in den vier Läufen die jeweils ersten vier Athletinnen (hellblau unterlegt).

### Lauf 1
10:30 Uhr
| Platz | Name                      | Nation         | Zeit    |
| ----- | ------------------------- | -------------- | ------- |
| 1     | Maree Holland             | Australien     | 50,90 s |
| 2     | Kirsten Emmelmann         | DDR            | 51,02 s |
| 3     | Denean Howard             | USA            | 51,02 s |
| 4     | Ute Thimm                 | BR Deutschland | 51,18 s |
| 5     | Maria Magnólia Figueiredo | Brasilien      | 51,32 s |
| 6     | Airat Bakare              | Nigeria        | 52,86 s |
| 7     | Loreen Hall               | Großbritannien | 53,42 s |
| DNS   | Nathalie Simon            | Frankreich     |         |

### Lauf 2
10:35 Uhr
| Platz | Name               | Nation              | Zeit    |
| ----- | ------------------ | ------------------- | ------- |
| 1     | Olha Bryshina      | Sowjetunion         | 51,90 s |
| 2     | Diane Dixon        | USA                 | 51,98 s |
| 3     | Helga Arendt       | BR Deutschland      | 52,08 s |
| 4     | Jillian Richardson | Kanada              | 52,33 s |
| 5     | Sandie Richards    | Jamaika             | 52,90 s |
| 6     | Évelyne Élien      | Frankreich          | 53,36 s |
| 7     | Sun Sumei          | Volksrepublik China | 53,58 s |
| 8     | Yolande Straughn   | Barbados            | 54,22 s |

### Lauf 3

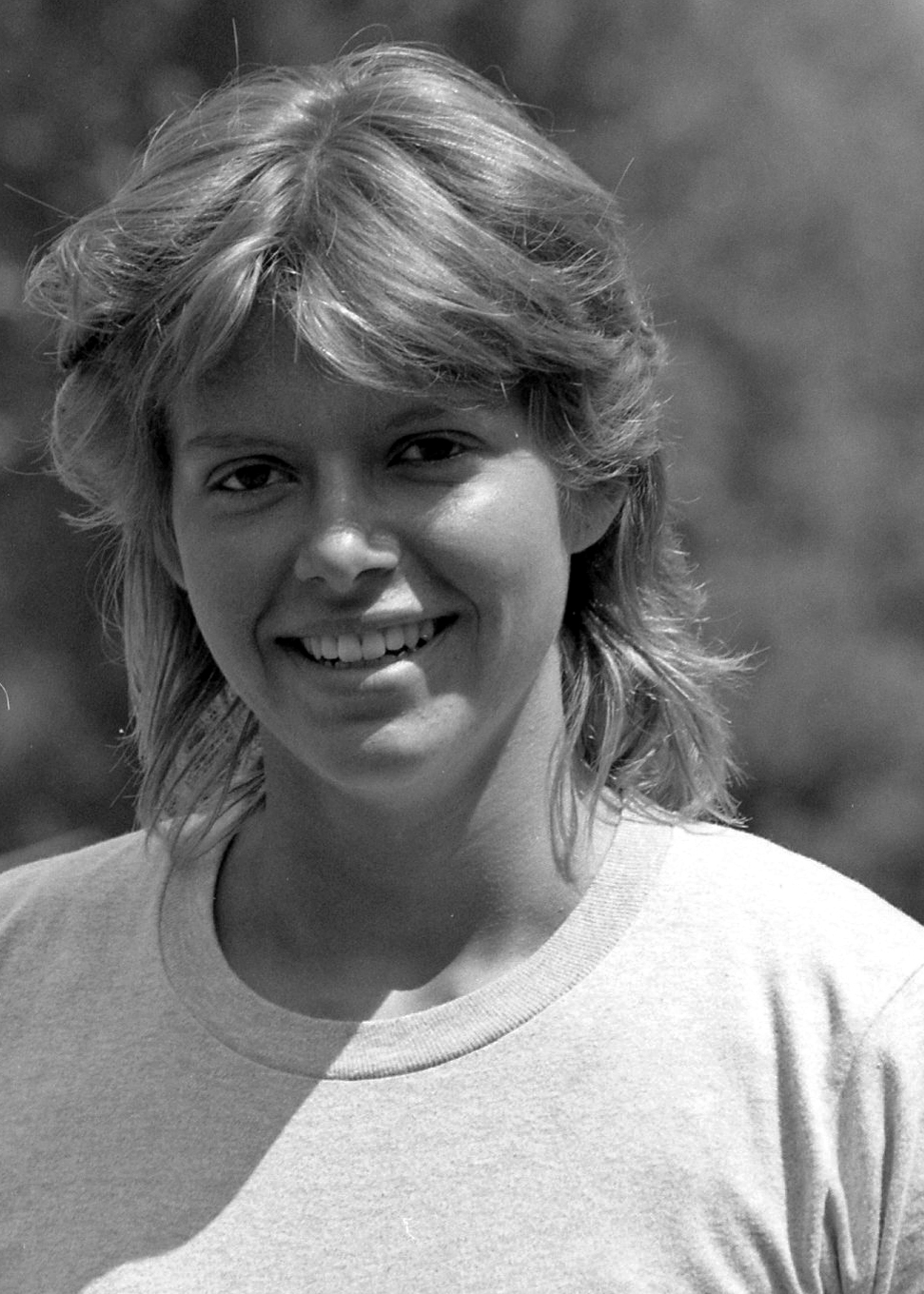
Yvonne van Dorp – ausgeschieden als Sechste des dritten Viertelfinals

10:40 Uhr
| Platz | Name                       | Nation         | Zeit    |
| ----- | -------------------------- | -------------- | ------- |
| 1     | Petra Müller               | DDR            | 51,45 s |
| 2     | Marita Payne-Wiggins       | Kanada         | 51,73 s |
| 3     | Norfalia Carabalí          | Kolumbien      | 51,76 s |
| 4     | Cathy Rattray-Williams     | Jamaika        | 51,81 s |
| 5     | Linda Keough               | Großbritannien | 51,91 s |
| 6     | Yvonne van Dorp            | Niederlande    | 53,50 s |
| 7     | Liliana Chalá              | Ecuador        | 53,83 s |
| 8     | Alapurackal Kuttan-Mathews | Indien         | 53,93 s |

### Lauf 4
10:45 Uhr
| Platz | Name             | Nation         | Zeit    |
| ----- | ---------------- | -------------- | ------- |
| 1     | Olga Nasarowa    | Sowjetunion    | 50,26 s |
| 2     | Valerie Brisco   | USA            | 51,24 s |
| 3     | Dagmar Neubauer  | DDR            | 51,48 s |
| 4     | Charmaine Crooks | Kanada         | 51,64 s |
| 5     | Célestine N’Drin | Elfenbeinküste | 52,04 s |
| 6     | Aïssatou Tandian | Senegal        | 52,33 s |
| 7     | Fabienne Ficher  | Frankreich     | 52,95 s |
| 8     | Blanca Lacambra  | Spanien        | 53,76 s |

## Halbfinale
Datum: 25. September 1988
Für das Finale qualifizierten sich in den beiden Läufen die jeweils ersten vier Athletinnen (hellblau unterlegt).

### Lauf 1
12:45 Uhr

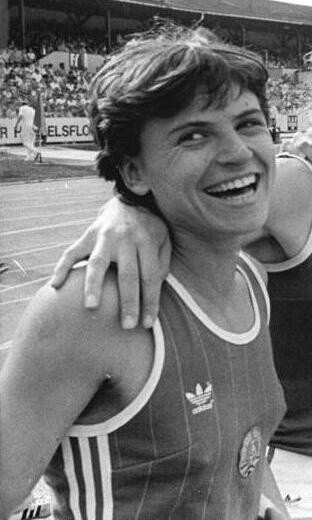
Dagmar Neubauer – ausgeschieden als Achte des ersten Halbfinals

| Platz | Name                 | Nation         | Zeit    |
| ----- | -------------------- | -------------- | ------- |
| 1     | Olga Nasarowa        | Sowjetunion    | 49,11 s |
| 2     | Petra Müller         | DDR            | 49,50 s |
| 3     | Diane Dixon          | USA            | 49,84 s |
| 4     | Denean Howard        | USA            | 49,87 s |
| 5     | Jillian Richardson   | Kanada         | 49,91 s |
| 6     | Ute Thimm            | BR Deutschland | 50,28 s |
| 7     | Marita Payne-Wiggins | Kanada         | 50,29 s |
| 8     | Dagmar Neubauer      | DDR            | 50,92 s |

### Lauf 2

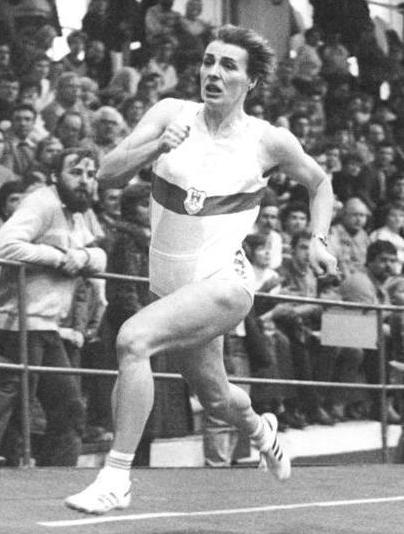
Um drei Hundertstelsekunden verpasste Kirsten Emmelmann als Fünfte des zweiten Semifinals den Einzug ins Finale
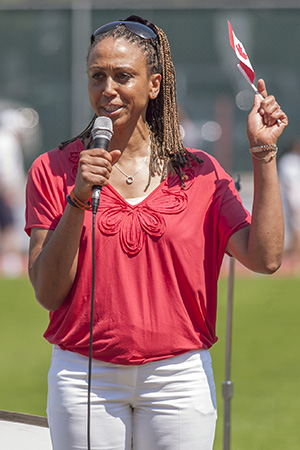
Charmaine Crooks (hier im Jahr 2014) erreichte als Siebte des zweiten Halbfinals nicht den Endlauf

12:50 Uhr
| Platz | Name                   | Nation         | Zeit    |
| ----- | ---------------------- | -------------- | ------- |
| 1     | Olha Bryshina          | Sowjetunion    | 49,33 s |
| 2     | Valerie Brisco         | USA            | 49,90 s |
| 3     | Maree Holland          | Australien     | 50,24 s |
| 4     | Helga Arendt           | BR Deutschland | 50,36 s |
| 5     | Kirsten Emmelmann      | DDR            | 50,39 s |
| 6     | Cathy Rattray-Williams | Jamaika        | 50,82 s |
| 7     | Charmaine Crooks       | Kanada         | 51,63 s |
| 8     | Norfalia Carabalí      | Kolumbien      | 52,65 s |

## Finale

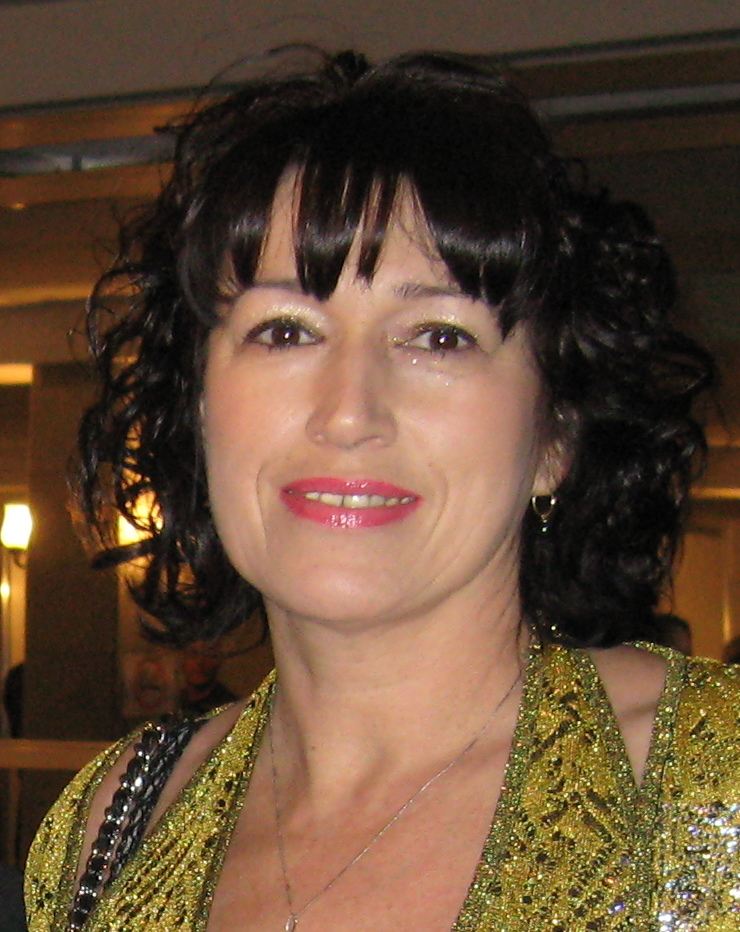
Olha Bryshina (Foto: 2011) lief olympischen Rekord und gewann Gold

Datum: 26. September 1988, 16:05 Uhr
| Platz | Name           | Nation         | Zeit    | Anmerkung |
| ----- | -------------- | -------------- | ------- | --------- |
| 1     | Olha Bryshina  | Sowjetunion    | 48,65 s | OR        |
| 2     | Petra Müller   | DDR            | 49,45 s |           |
| 3     | Olga Nasarowa  | Sowjetunion    | 49,90 s |           |
| 4     | Valerie Brisco | USA            | 50,16 s |           |
| 5     | Diane Dixon    | USA            | 50,72 s |           |
| 6     | Denean Howard  | USA            | 51,12 s |           |
| 7     | Helga Arendt   | BR Deutschland | 51,17 s |           |
| 8     | Maree Holland  | Australien     | 51,25 s |           |

Für das Finale hatten sich alle drei US-Amerikanerinnen qualifiziert. Zwei Athletinnen aus der Sowjetunion und jeweils eine aus der DDR, der Bundesrepublik Deutschland sowie eine Australierin komplettierten das Feld.
Nach dem Karriereende von Marita Koch fiel die Favoritenrolle der amtierenden Weltmeisterin Olha Bryshina aus der Sowjetunion zu. Ihre schärfsten Rivalinnen waren die Olympiasiegerin von 1984 Valerie Brisco aus den USA und die Vizeweltmeisterin Petra Müller, spätere Petra Schersing, aus der DDR.
Auf den ersten 200 Metern legten die beiden US-Läuferinnen Denean Howard auf der Außenbahn und Brisco, die ganz innen lief, ein höllisches Tempo vor und führten deutlich. Howard lag vor Brisco. Die anderen Läuferinnen rückten in der Zielkurve wieder näher heran und eingangs der Zielgeraden hatte Bryshina die Spitze vor Brisco erobert, während Howard weit zurückgefallen war. Auf dem dritten Platz lag Bryshinas Landsfrau Olga Nasarowa mit deutlichem Vorsprung vor der viertplatzierten Müller. Olha Bryshina hatte das weitaus beste Stehvermögen und lief mit acht Zehntelsekunden Vorsprung als neue Olympiasiegerin durchs Ziel. Hinter ihr mobilisierte Petra Müller alle Kräfte und zog an den beiden vor ihr liegenden Läuferinnen vorbei zur Silbermedaille. Olga Nasarowa gewann Bronze noch vor der deutlich nachlassenden Valerie Brisco. Die beiden US-Amerikanerinnen Diane Dixon und Denean Howard folgten auf den Plätzen fünf und sechs vor der Bundesdeutschen Helga Arendt und der Australierin Maree Holland. Mit ihrer Siegerzeit von 48,65 s unterbot Olha Bryshina Valerie Briscos olympischen Rekord von 1984 um knapp zwei Zehntelsekunden.
Olha Bryshina errang den ersten sowjetischen Olympiasieg über 400 Meter der Frauen.

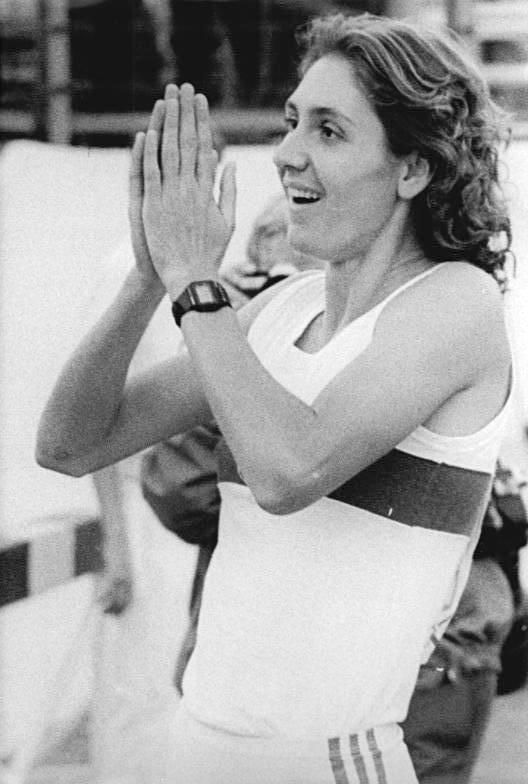
Silbermedaillengewinner Petra Müller
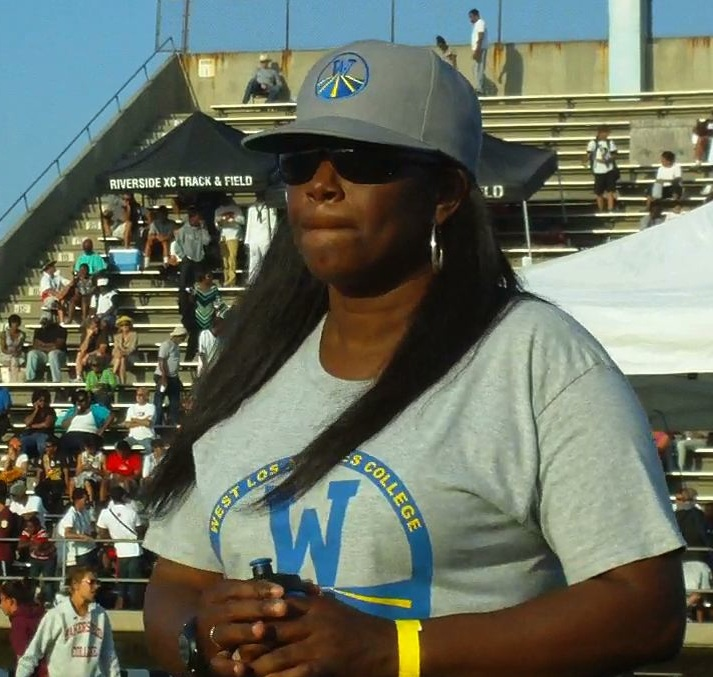
Die Olympiasiegerin von 1984 Valerie Brisco (Foto: 2012) belegte Rang vier
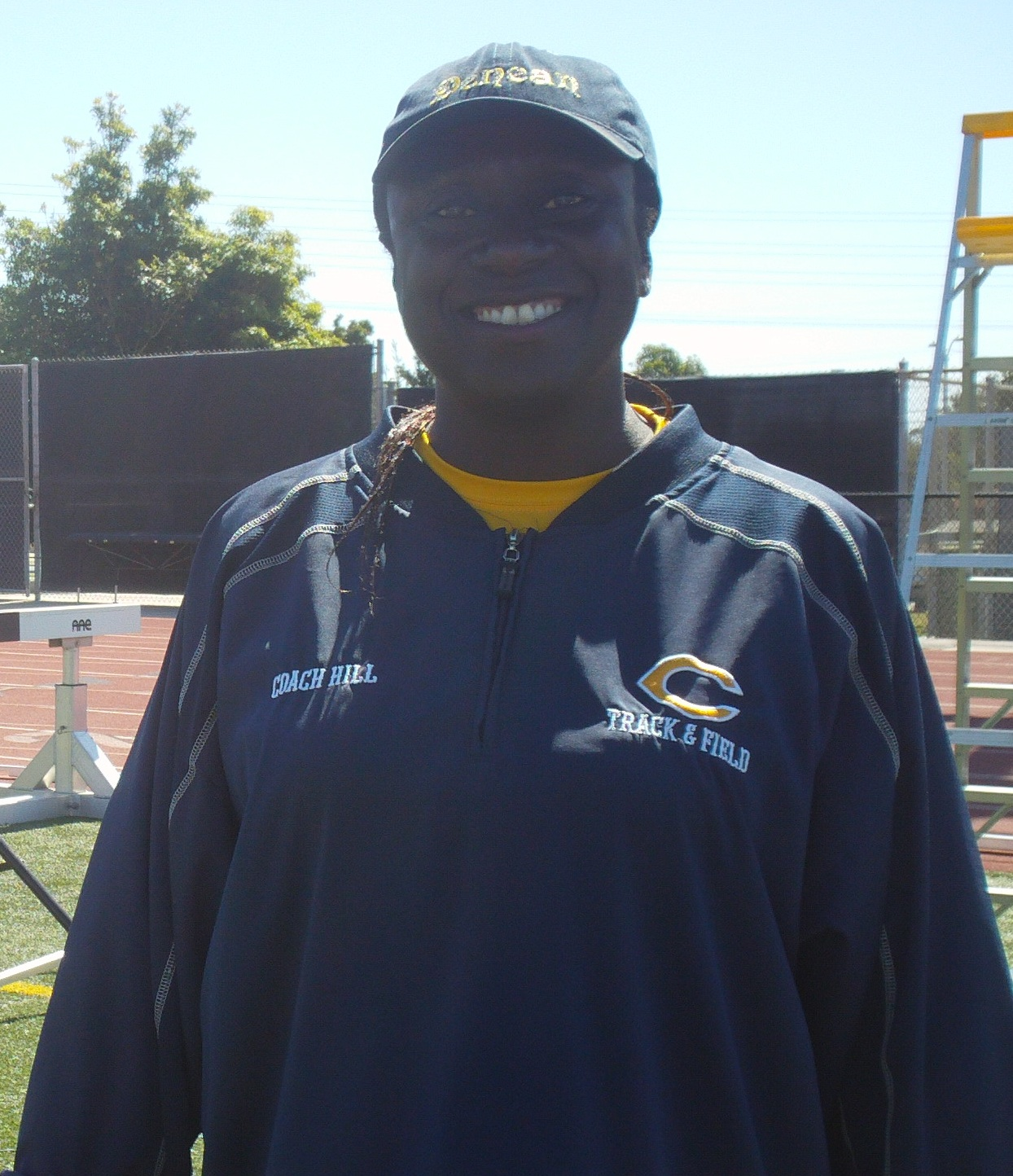
Denean Howard (hier im Jahr 2012) kam auf den sechsten Platz

## Videolinks
- Women's 400m - 1988 LA Times / GTE Games, youtube.com, abgerufen am 5. Dezember 2021
- 1988 Seoul Olympic Games Women's 400, youtube.com, abgerufen am 29. Januar 2018